# مسجد رضا عبد الله
مسجد رضا عبد الله هو مسجد تاريخي يعود إلى عصر القاجاريون، ويقع في أبر كوه.